# Callirhipis helleri
Callirhipis helleri là một loài bọ cánh cứng trong họ Callirhipidae. Loài này được Schultze miêu tả khoa học đầu tiên năm 1915.